# Alain Barrière
Alain Barrière (La Trinité-sur-Mer, 18 november 1935 – Carnac, 18 december 2019) was een Frans zanger.

## Levensloop en carrière
Barrière werd geboren in 1935 als Alain Bellec. In 1961 won hij een talentenwedstrijd en startte zo zijn muziekcarrière. In 1963 nam Barrière namens Frankrijk deel aan het Eurovisiesongfestival met Elle était si jolie. Hij eindigde vijfde van de zestien deelnemers. In 1964 scoorde hij zijn grootste hit met Ma vie. Ook in Vlaanderen bereikte de single de eerste plaats. De jaren nadien verzilverde hij zijn succes vooral in zijn vaderland. In 1975 scoorde hij opnieuw een hit met Noëlle Cordier: Tu t'en vas (door Barry & Eileen gecoverd als If you go, een nummer 1-hit in Nederland in 1975). Hij stierf op 18 december 2019 op 84-jarige leeftijd.

## Discografie
| Single met hitnotering(en) in de Vlaamse Ultratop 50 | Datum van verschijnen | Datum van binnenkomst | Hoogste positie | Aantal weken | Opmerkingen        |
| ---------------------------------------------------- | --------------------- | --------------------- | --------------- | ------------ | ------------------ |
| Elle était si jolie                                  | 1963                  | 01-08-1963            | 19              | 4            |                    |
| Ma vie                                               | 1964                  | 01-08-1964            | 1               | 20           |                    |
| Tu t'en vas                                          | 1975                  | 31-05-1975            | 17              | 6            | met Noëlle Cordier |

| Single met eventuele hitnotering(en) in de Nederlandse Top 40 | Datum van verschijnen | Datum van binnenkomst | Hoogste positie | Aantal weken | Opmerkingen        |
| ------------------------------------------------------------- | --------------------- | --------------------- | --------------- | ------------ | ------------------ |
| Ma vie                                                        | 1964                  | 03-10-1964            | 29              |              |                    |
| Tu t'en vas                                                   | 1975                  | 26-07-1975            | 4               | 7            | met Noëlle Cordier |

(Ma Vie stond genoteerd in een pre-Top 40 hitlijst)
1956: Mathé Altéry + Dany Dauberson · 
1957: Paule Desjardins · 
1958: André Claveau · 
1959: Jean Philippe · 
1960: Jacqueline Boyer · 
1961: Jean-Paul Mauric · 
1962: Isabelle Aubret · 
1963: Alain Barrière · 
1964: Rachel · 
1965: Guy Mardel · 
1966: Dominique Walter · 
1967: Noëlle Cordier · 
1968: Isabelle Aubret · 
1969: Frida Boccara · 
1970: Guy Bonnet · 
1971: Serge Lama · 
1972: Betty Mars · 
1973: Martine Clémenceau · 
1975: Nicole Rieu · 
1976: Catherine Ferry · 
1977: Marie Myriam · 
1978: Joël Prévost · 
1979: Anne-Marie David · 
1980: Profil · 
1981: Jean Gabilou · 
1983: Guy Bonnet · 
1984: Annick Thoumazeau · 
1985: Roger Bens · 
1986: Cocktail Chic · 
1987: Christine Minier · 
1988: Gérard Lenorman · 
1989: Nathalie Pâque · 
1990: Joëlle Ursull · 
1991: Amina · 
1992: Kali · 
1993: Patrick Fiori · 
1994: Nina Morato · 
1995: Nathalie Santamaria · 
1996: Dan Ar Braz & Héritage des Celtes · 
1997: Fanny · 
1998: Marie Line · 
1999: Nayah · 
2000: Sofia Mestari · 
2001: Natasha Saint-Pier · 
2002: Sandrine François · 
2003: Louisa Baïleche · 
2004: Jonatan Cerrada · 
2005: Ortal · 
2006: Virginie Pouchain · 
2007: Les Fatals Picards · 
2008: Sébastien Tellier · 
2009: Patricia Kaas · 
2010: Jessy Matador · 
2011: Amaury Vassili · 
2012: Anggun · 
2013: Amandine Bourgeois · 
2014: Twin Twin · 
2015: Lisa Angell · 
2016: Amir · 
2017: Alma · 
2018: Madame Monsieur · 
2019: Bilal Hassani · 
2021: Barbara Pravi · 
2022: Alvan & Ahez · 
2023: La Zarra · 
2024: Slimane · 
2025: Louane
- Biblioteca Nacional de España: XX847739
- Bibliothèque nationale de France: cb13891183v (data)
- Gemeinsame Normdatei: 119008661
- International Standard Name Identifier: 0000 0000 7827 4205
- Library of Congress Control Number: no98056864
- Nationale Bibliotheek van Letland: 000339816
- MusicBrainz: a442b886-8a91-40bb-a370-91bb5d8ce537
- Nationale Bibliotheek van Tsjechië: xx0069304
- Nationale Bibliotheek van Israël: 987007597932305171
- SNAC: w6x92jcm
- Système universitaire de documentation: 169160939
- Virtual International Authority File: 47562284
- WorldCat: E39PBJhhqqWBkxKvgMdwmxvT73